# Aderus cavaticollis
Aderus cavaticollis is een keversoort uit de familie schijnsnoerhalskevers (Aderidae). De wetenschappelijke naam van de soort werd in 1925 gepubliceerd door George Charles Champion.